# تونس
تونس، با نام رسمی جمهوری تونس (به عربی: الجمهورية التونسية)، شمالی‌ترین کشور آفریقا است. این کشور بخشی از منطقه مغرب عربی در شمال آفریقا بوده و از غرب و جنوب غربی با الجزایر، از شرق و جنوب شرقی با لیبی و از شمال و شمال شرقی با دریای مدیترانه هم‌مرز است. مساحت تونس ۱۶۳٬۶۱۰ کیلومتر مربع است و ۱۱ میلیون نفر جمعیت دارد. انتهای شرقی کوه‌های اطلس و قسمت‌های شمالی صحرای بزرگ آفریقا بخشی از این کشور است و عمده قلمروی باقیمانده آن قابل کشت و زراعت می‌باشد. ساحل ۱۳۰۰ کیلومتری آن محل اتصال بخش‌های غربی و شرقی حوضه مدیترانه است. شمالی‌ترین نقطه آفریقا یعنی دماغه آنجلا (به انگلیسی: Cape Angela) (به عربی: رأس أنجلة) در تونس قرار دارد. پایتخت و بزرگ‌ترین شهر این کشور شهر تونس است که در ساحل شمال شرقی واقع شده. در حقیقت کشور تونس نام خود را از این شهر به‌ارث برده است.
تونس از دوران باستان سکونت‌گاه بومیان بربر بوده است. فینیقی‌ها در قرن ۱۲ پیش از میلاد، وارد این منطقه شده و چندین سکونت‌گاه تأسیس نمودند که در میان آن‌ها کارتاژ در قرن هفتم پیش از میلاد جزو قدرتمندترین آن‌ها بود. کارتاژ باستان که یکی از امپراتوری‌های بزرگ تجاری و از رقبای نظامی جمهوری روم بود، در سال ۱۴۶ پیش از میلاد از روم شکست خورد. روم آن‌جا را در حدود ۸۰۰ سال تحت تصرف خود داشت و در این دوران بود که مسیحیت را بدانجا معرفی کرده و میراث معماری همچون آمفی‌تئاتر الجم را از خود به‌جا گذاشتند. تلاش‌های مسلمانان برای فتح تونس از ۶۴۷ میلادی آغاز شد و در نهایت آن‌ها تمامی تونس را تا سال ۶۹۷ میلادی فتح کردند و اسلام و فرهنگ عربی را وارد این سرزمین کردند. امپراتوری عثمانی در ۱۵۷۴ میلادی کنترل خود را بر تونس تثبیت کرد و این سلطه را به‌مدت بیش از ۳۰۰ سال تا زمان فتح تونس توسط فرانسوی‌ها در ۱۸۸۱ میلادی حفظ نمود. در سال ۱۹۵۷ میلادی تونس تحت رهبری حبیب بورقیبه، اعلام استقلال کرده و دولت جمهوری تونس بنانهاده شد. امروزه تونس کوچک‌ترین کشور در آفریقای شمالی است و فرهنگ و هویتش ریشه در این تقاطع فرهنگی طی فرهنگ‌ها و قومیت‌های دور و دراز و قدیمی دارد.
انقلاب تونس در ۲۰۱۱ میلادی براثر عدم وجود آزادی و دموکراسی تحت حکومت ۲۴ سالهٔ زین‌العابدین بن‌علی کلید خورد و موجب برافتادن رژیم او شده و بهار عربی را در کل منطقه کلید زد. انتخابات پارلمانی چند حزبی آزاد به‌مدت کوتاهی پس از انقلاب برگزار شده و مجدداً در ۲۶ اکتبر ۲۰۱۴ میلادی برای پارلمان و در ۲۳ نوامبر ۲۰۱۴ میلادی برای ریاست‌جمهوری رأی‌گیری صورت پذیرفت. این کشور از ۲۰۱۴ تا ۲۰۲۰ میلادی براساس شاخص مردم‌سالاری واحد اطلاعات اکونومیست به‌عنوان تنها حکومت دموکرات در جهان عرب در نظر گرفته شده و در شاخص ۲۰۲۱ نیز به‌عنوان یک نظام ترکیبی رتبه‌بندی شده است. این کشور یکی از معدود کشورهای آفریقایی است که در شاخص توسعه انسانی رتبه بالایی داشته و یکی از بالاترین سرانه درآمدی را در آن قاره داراست.
تونس به‌خوبی در جامعه بین‌الملل حضور دارد. از جمله سازمان‌هایی که این کشور عضو آنهاست می‌توان به: سازمان ملل متحد، سازمان بین‌المللی فرانکفونی، اتحادیه عرب، سازمان همکاری‌های اسلامی، اتحادیه آفریقا، جنبش عدم‌تعهد، دیوان کیفری بین‌المللی و گروه ۷۷. این کشور روابط اقتصادی و سیاسی نزدیکی با برخی از کشورهای اروپایی، به‌خصوص فرانسه و ایتالیا که از نظر جغرافیایی نزدیک آن هست را داراست. همچنین تونس با اتحادیه اروپا توافق مشارکت (AA) داشته و با ایالات متحده وضعیت متحدین اصلی خارج از ناتو را دارد.

## ریشه‌شناسی
کلمه Tunisia از Tunis که یک هاب شهری مرکزی در کشور مدرن و امروزی تونس است مشتق شده. شکل کنونی این نام به همراه پسوند لاتین -ia از کلمه فرانسوی Tunisie تکامل یافته، در مقابل عموماً آن را به ریشه بربری ⵜⵏⵙ که به صورت tns آوانگاری می‌شود مرتبط می‌دانند که معنایش «وضع کردن» یا «پایگاه و اردو زدن» است. این کلمه را برخی مواقع مرتبط با الهه کارتاژی تأنیث (یا تونیت)‏ و شهر باستانی تینس دانسته‌اند.
کلمه مشتق شده فرانسوی Tunisie در برخی از زبان‌های اروپایی با تغییراتی جزئی اقتباس شده و نام متمایزی برای اشاره به این کشور در آن زبان‌ها معرفی شده است. سایر زبان‌ها به این نام دست نزدند، همچون روسی Туни́с‏ (Tunís) و اسپانیایی Túnez. در این حالت، همان نام برای اشاره به کشور و شهر تونس به کار رفته است، مثل عربی تونس و تنها بستر متن است که می‌تواند به خواننده تفاوتشان را نشان دهد.
قبل از Tunisia، نام این قلمرو افریقیه یا آفریقا بود که نام قاره آفریقای امروزین از آن اقتباس شدهاست.

## تاریخ

### دوران باستان
روش‌های کشاورزی از منطقه هلال حاصلخیز در حدود ۵۰۰۰ پیش از میلاد به دره نیل رسید و در حدود ۴۰۰۰ پیش از میلاد در مغرب منتشر شد. جوامع کشاورزی آن زمان در سرزمین‌های ساحلی مرطوب تونس مرکزی اجداد قبایل بربر امروزین بودند.

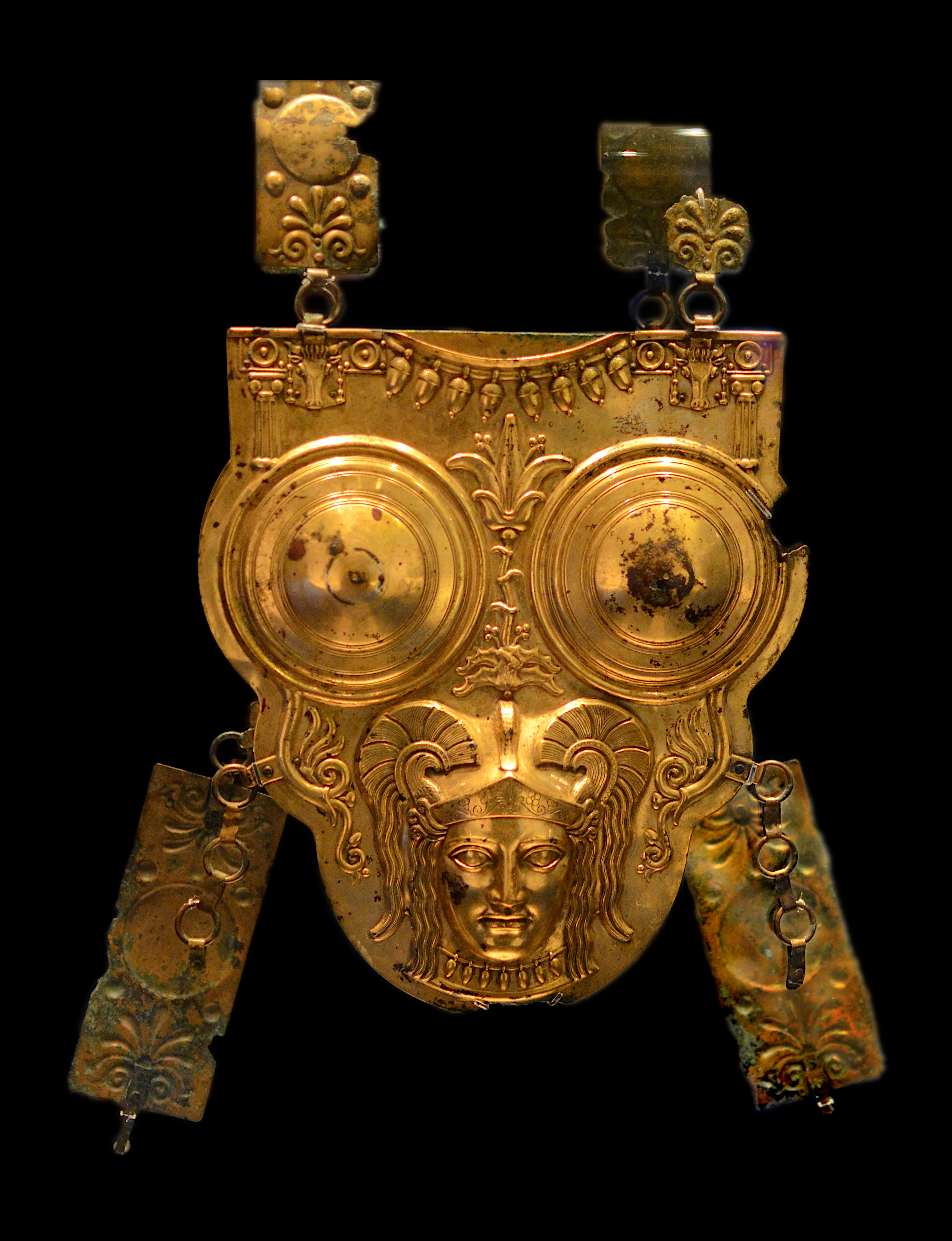
زره کارتاژی قصور الساف، قرن سوم پیش از میلاد

در زمان‌های باستان عقیده بر این بود که آفریقا در ابتدا توسط قیتولی‌ها و لیبیایی‌ها مسکونی شده که هردو اقوامی عشایری بودند. براساس گفتهٔ تاریخ‌نگار رومی سالوست، نیمه‌خدای هرکول در اسپانیا مرد و ارتش شرقی چندزبانه‌اش برای سکونت در آن سرزمین رها شده و برخی از آن‌ها نیز به آفریقا مهاجرت کردند. فارس‌ها به غرب رفته و با قیتولی‌ها ازدواج‌های بین نژادی کردند و تبدیل به نومیدی‌ها شدند. مادها ساکن شدند و به مائوری و بعدها موروها شناخته شدند.
نومیدی‌ها و موروها به همان نژادی تعلق داشتند که بربرها از آن نشأت گرفته بودند. کلمه نومیدی (Numidian) به معنای کوچ نشین است و در حقیقت آن مردم تا زمان سلطنت ماسینیسا از قبیله ماسیلی نیمه-کوچ‌نشین بودند.
براساس اولین موارد تاریخی ثبت شده، تونس توسط اقوام بربر مسکونی شده است. ساحل آن توسط فنیقی‌ها با شروع از قرن ۱۲ پیش از میلاد (بنزرت، اوتیکا) مسکونی شده است و شهر کارتاژ در قرن ۹ پیش از میلاد توسط فنیقی‌ها تأسیس شده است. افسانه‌ای می‌گوید که دیدو از شهر صور که در لبنان امروزی واقع شده است، آن‌گونه که توسط نویسنده یونانی تیمائوس اهل تائورمینا بازگو شده، این شهر را در ۸۱۴ پیش از میلاد تأسیس شده است. ساکنین کارتاژ فرهنگ و دین خود را از محل زندگی فنیقی‌ها واقع در لبنان امروزی، به نواحی مجاور آن آوردند.
پس از یک سلسله جنگ با دولت‌شهرهای یونانی سیسیلی در قرن ۵م پیش از میلاد، کارتاژ ظهور کرده و در نهایت مبدل به تمدن غالب در مدیترانه غربی شد. مردم کارتاژ خدایان خاورمیانه‌ای چون بعل و تانیت را می‌پرستیدند. نماد تانیت که یک شخصیت مؤنث ساده با دستان کشیده شده و لباس بلند است، نماد مشهوری است که در مکان‌های تاریخی یافت می‌گردد. بنیان‌گذاران کارتاژ همچنین مراسم توفة که یک مراسم قربانی کردن کودک بود را بنا نهادند، که در دوران رومی‌ها تغییر یافت.

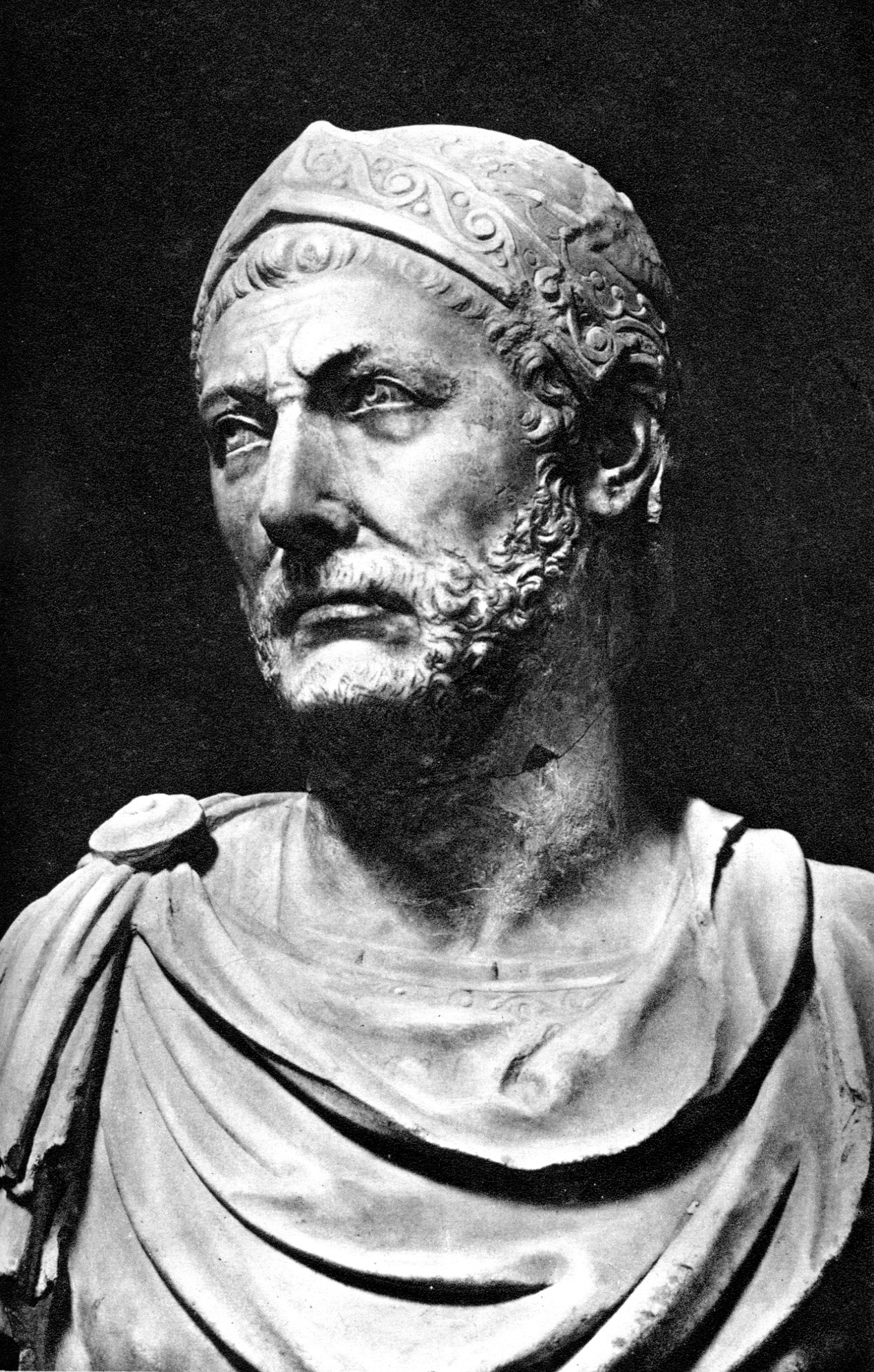
مجسمه کارتاژی ژنرال هانیبال بارکا

هجوم کارتاژی‌ها به روم به رهبری هانیبال طی دومین جنگ پونیک، یکی از مجموعه جنگ‌ها با روم بود که در طی آن، هانیبال توانست تقریباً قدرت روم را فلج سازد. در پی به سرانجام رسیدن دومین جنگ پونیک در ۲۰۲ پیش از میلاد، کارتاژ برای ۵۰ سال به عنوان حکومت دست‌نشانده، جمهوری روم تبدیل شد.
پس از نبرد کارتاژ که در ۱۴۹ پیش از میلاد و در طی جنگ سوم پونیک صورت گرفت، کارتاژ توسط روم در ۱۴۶ پیش از میلاد اشغال شد. پس از این، رومی‌ها نام کارتاژ را به آفریقا تغییر نام داده و آن را مبدل به یکی از استان‌های خود کردند.
طی دوره رومی‌ها، ناحیه‌ای که اکنون به نام تونس شناخته می‌شود توسعه عظیمی را تجربه نمود. اقتصاد عمدتاً در دوران این امپراتوری شکوفا شد: رونق این ناحیه به کشاورزی وابسته بود. این ناحیه که به «انبار غله امپراتوری» شهرت داشت، براساس یکی از تخمین‌ها ناحیه‌ای از تونس فعلی و سواحل تریپولیتانیا بود که یک میلیون تن غله را سالانه تولید کرده و یک چهارم آن به امپراتوری صادر می‌شد. محصولات دیگر شامل لوبیا، انجیر، انگور و سایر میوه‌ها بود.

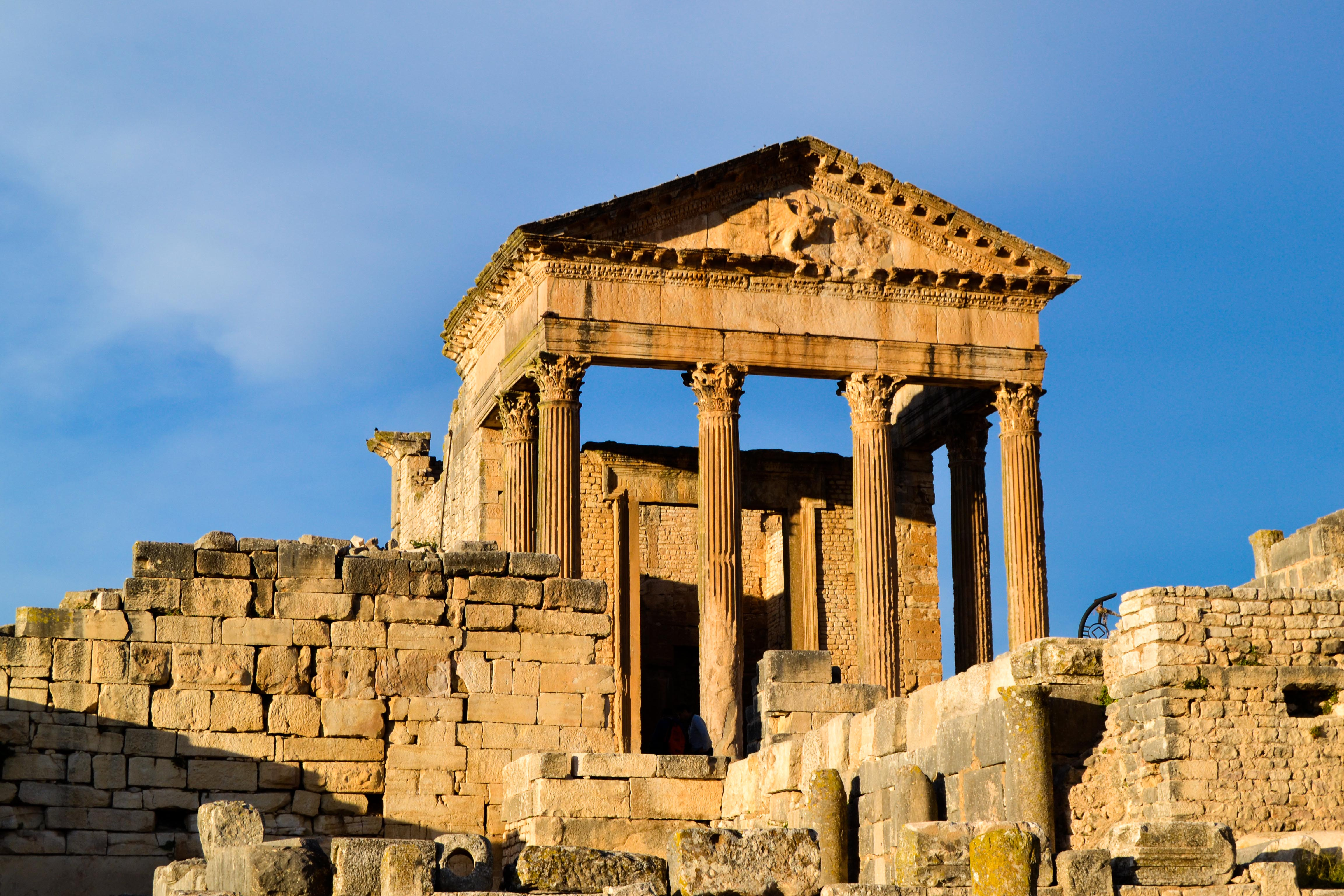
خرابه‌های مکان میراث جهانی دوگا

در قرن دوم میلادی، روغن زیتون با غلات به عنوان کالای صادراتی رقابت می‌کرد. علاوه بر کشت و زرع‌ها و شکار و انتقال حیوانات وحشی نامتعارف از کوهستان‌های غربی، تولید اصلی و صادرات شامل این موارد نیز می‌شدند: الوار، دام، ظروف سفالی با روکش قرمز آفریقایی و پشم.
حتی انبوهی از موزائیک‌ها و سرامیک‌ها تولید شده، عمدتاً به ایتالیا در مرکز الجم صادر می‌شد (که در آنجا دومین آمفی‌تئاتر امپراتوری روم از نظر بزرگی واقع بود).
اسقف بربر دوناتس مگنوس مؤسس گروهی مسیحی با عنوان دوناتیست‌ها بود. در قرن‌های پنجم و ششم میلادی (از ۴۳۰ تا ۵۳۳ میلادی)، وندال‌ها و آلان‌ها بر یک پادشاهی که در آفریقای شمال‌غربی حکومت می‌کرد و شامل طرابلس امروزی می‌شد حمله کردند. این منطقه در سال‌های ۵۳۳ تا ۵۳۴ میلادی مجدداً در دوران ژوستینین یکم و به رهبری بلیساریوس فتح شد.

### دوران اسلامی
در این دوره حکومتی توسط عبیدالله مهدی که از نوادگان اسماعیل پسر جعفر صادق بود تشکیل شد و به خلافت فاطمیان مشهور شد و بعدها بیشتر شمال آفریقا را در زمان مستنصر تصرف کرد

## سیاست

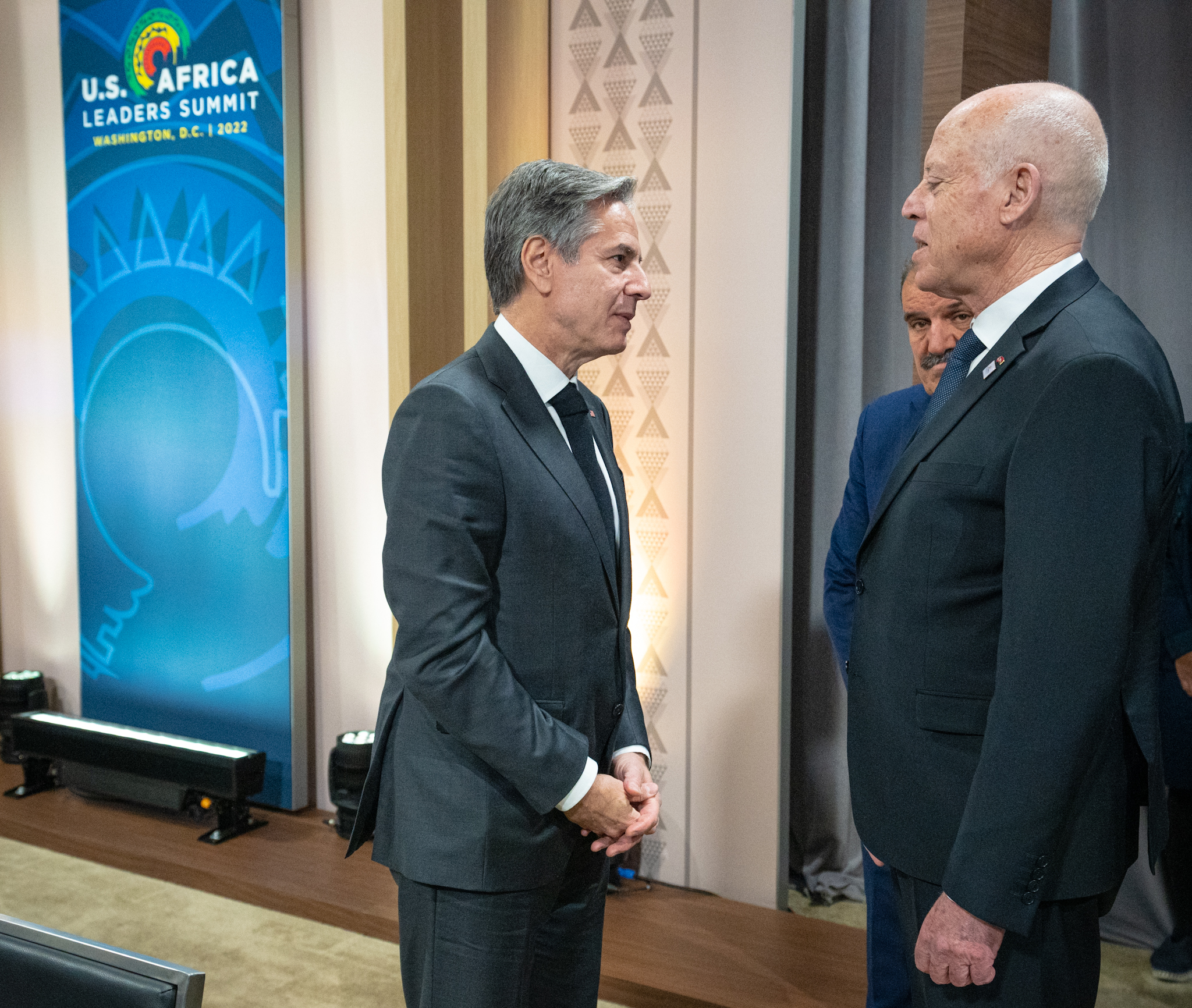
قیس سعید رئیس‌جمهور تونس و آنتونی بلینکن وزیر امور خارجه ایلات متحده

حکومت ۲۳ ساله زین‌العابدین بن‌علی طی یک انقلاب در ۲۴ دی ۱۳۸۹ سرنگون شد. در تاریخ ۲۲ آذر ۱۳۹۰ مجلس مؤسسان تونس، منصف المرزوقی را به‌عنوان نخستین رئیس‌جمهور دموکراتیک تونس انتخاب کرد. المرزوقی از شناخته‌شده‌ترین مخالفان حکومت بن‌علی بود که در سال‌های حکومت او در تبعید به‌سر می‌برد. مهم‌ترین وظیفه رئیس‌جمهور در تونس، انتخاب نخست‌وزیر است. زین‌العابدین بن‌علی پس از سرنگونی حکومتش، به عربستان سعودی پناهنده شد و پس از نزدیک به ۹ سال تبعید در تاریخ ۲۸ شهریور ۱۳۹۸ در سن ۸۳ سالگی درگذشت و در بقیع دفن شد.
در سال ۲۰۲۱ و ۲۰۲۲ میلادی، قیس سعید رئیس‌جمهور تونس در اقدامی دست به یک شبه‌کودتا زده و پارلمان کشور را منحل نموده و دولت و نخست‌وزیر را برکنار کرد. درحالی‌که اکثریت مردم تونس با این اقدام او مخالف هستند، او این اقدام را در راستای گسترش دموکراسی معرفی کرد و گفت قصد دارد در آینده نزدیک قانون اساسی کشور را تغییر دهد. در تابستان ۲۰۲۲، همه‌پرسی قانون اساسی تونس ۲۰۲۲ در میان مخالفت مردم تونس برگزار شد و درحالی‌که کمتر از ۳۰ درصد مردم پای صندوق‌های رای رفته بودند، با اعلام حکومت بیش از ۹۳ درصد شرکت‌کنندگان به قانون اساسی جدید رای مثبت داده‌اند. در این قانون اساسی اختیارات رئیس‌جمهور بسیار افزایش یافته و بسیاری از اختیارات پارلمان و نخست‌وزیر به رئیس‌جمهور واگذار شده است.
به گفته وزارت خارجه تونس، در ۳ فوریه ۲۰۲۲، تونس به شورای صلح و امنیت اتحادیه آفریقا (AU) برای دوره ۲۰۲۲–۲۰۲۴ انتخاب شد. به گفته این وزارتخانه، این نظرسنجی در حاشیه چهلمین جلسه عادی شورای اجرایی اتحادیه آفریقا، که در آدیس آبابا، پایتخت اتیوپی برگزار شد، انجام شد.

## تقسیمات کشوری

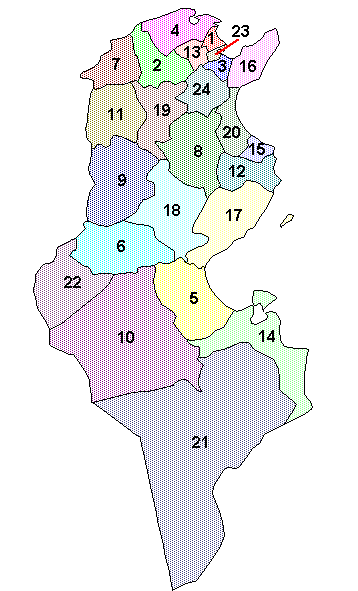
تقسیمات کشوری تونس.

کشور تونس به ۲۴ استان (ولایة) بخش می‌شود:
| - استان اریانه - استان باجه - استان بن عروس - استان بنزرت - استان تطاوین - استان توزر - تونس - استان جندوبه - استان زغوان - استان سلیانه - استان سوسه - استان سیدی بوزید | - استان صفاقس - استان قابس - استان قبلی - استان قصرین - استان قفصه - قیروان - استان الکاف - استان مدنین - استان منستیر - استان منوبه - استان مهدیه - استان نابل |

## جغرافیا
زمبره، قرقنه و جربه جزو جزیره‌های مهم تونس هستند.
تونس شمالی‌ترین کشور قارهٔ آفریقاست. پهناوری آن ۱۶۳٬۶۱۰ کیلومتر مربع بوده و دارای ۹۶۵ کیلومتر مرز مشترک با الجزایر و ۴۵۹ کیلومتر مرز مشترک با لیبی است. همچنین طول سواحل آن حدود ۱۱۴۸ کیلومتر است. بلندترین نقطهٔ تونس، کوه شعانبی با بلندی ۱۵۴۴ متر می‌باشد. این کشور، در میان مدار ۳۰ درجه شمالی و مدار ۳۸ درجه شمالی و نصف‌النهار ۷ درجه شرقی و نصف‌النهار ۱۲ درجه شرقی واقع است.

## اقلیم

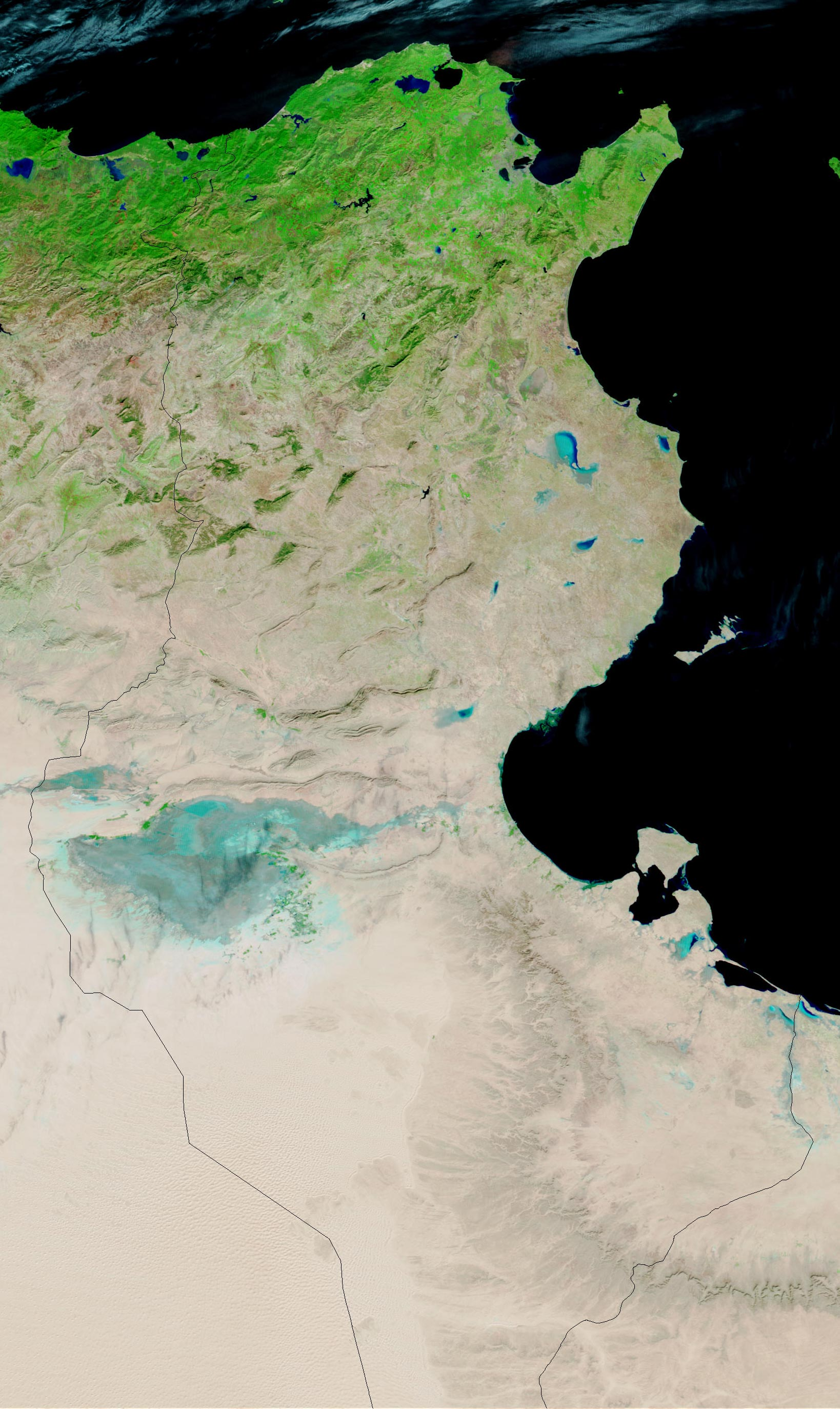
نقشه هوایی تونس

تونس سرزمینی گرم و خشک است. بخش درونی آن از بیابان‌های سنگلاخی و بخش جنوبی آن نیز از شن‌زارها پوشیده شده، اما کرانه‌های شمالی آن نسبتاً حاصلخیز و پوشیده از جنگل است. در شمال غربی تونس کوه‌هایی کم‌ارتفاع (دنبالهٔ شرقی رشته‌کوه‌های اطلس) وجود دارند که بلندای هیچ‌یک از ۱۵۴۴ متر فراتر نمی‌رود. تونس همچنین دارای چند دریاچهٔ فصلی زمستانی است که تابستان‌ها خشک و پوشیده از نمک هستند؛ و با توجه به تأثیر مطلوب دریای مدیترانه و ارتفاع کوه‌های شمالی از آب و هوای معتدل مدیترانه‌ای برخوردار می‌باشد و خوش آب و هواترین کشور شمال آفریقاست. شهر تونس در منطقهٔ جلگه‌ای شرق و شمال شرقی این کشور و در انتهای خلیج تونس قرار گرفته و از آب و هوای بسیار معتدلی برخوردار است.

## اقتصاد
کشاورزی، معادن، منابع طبیعی، گردشگری و صنعت نفت در اقتصاد تونس نقش مهمی دارند. زیتون، انگور، گندم، میوه‌جات و سبزیجات از فرآورده‌های کشاورزی تونس هستند. این کشور دارای منابع انرژی همچون نفت، گاز طبیعی و معادن فسفات، آهن، روی و سرب است. تولیدات این کشور بیشتر شامل مواد شیمیایی، پارچه، برق و سیمان است. این کشور نفت خام، روغن زیتون، مرکبات، آهن و سرب صادر می‌کند.
اتحادیه اروپا همچنان اولین شریک تجاری تونس است که در حال حاضر ۷۲٫۵ درصد از واردات تونس و ۷۵ درصد از صادرات تونس را به خود اختصاص داده است. تونس یکی از با ثبات‌ترین شرکای تجاری اتحادیه اروپا در منطقه مدیترانه است و به‌عنوان سی‌امین شریک تجاری بزرگ اتحادیه اروپا شناخته می‌شود. تونس اولین کشور مدیترانه‌ای بود که در ژوئیه ۱۹۹۵ توافقنامه همکاری را با اتحادیه اروپا امضا کرد، اگرچه حتی قبل از اجرایی شدن تاریخ ورود، تونس شروع به از بین بردن تعرفه‌های تجاری دوجانبه اتحادیه اروپا کرد. تونس در سال ۲۰۰۸ تعرفه‌های برچیده شدن محصولات صنعتی را نهایی کرد و بنابراین اولین کشور مدیترانه‌ای غیر اتحادیه اروپا بود که وارد یک منطقه تجارت آزاد با اتحادیه اروپا شد.
واحد پول این کشور دینار تونس نام دارد. هر دینار تونس معادل ۰٫۳۲ دلار آمریکاست و هر دلار آمریکا معادل ۳ دینار می‌باشد. (ژوئیه ۲۰۲۳).
در فوریه ۲۰۲۲، تونس و صندوق بین‌المللی پول همچنان مذاکرات مقدماتی را به امید تضمین کمک مالی چند میلیارد دلاری برای اقتصادی درگیر رکود، بدهی عمومی، تورم و بیکاری انجام می‌دهند.

## جمعیت‌شناسی و مردم

سید بوسعید در تونس

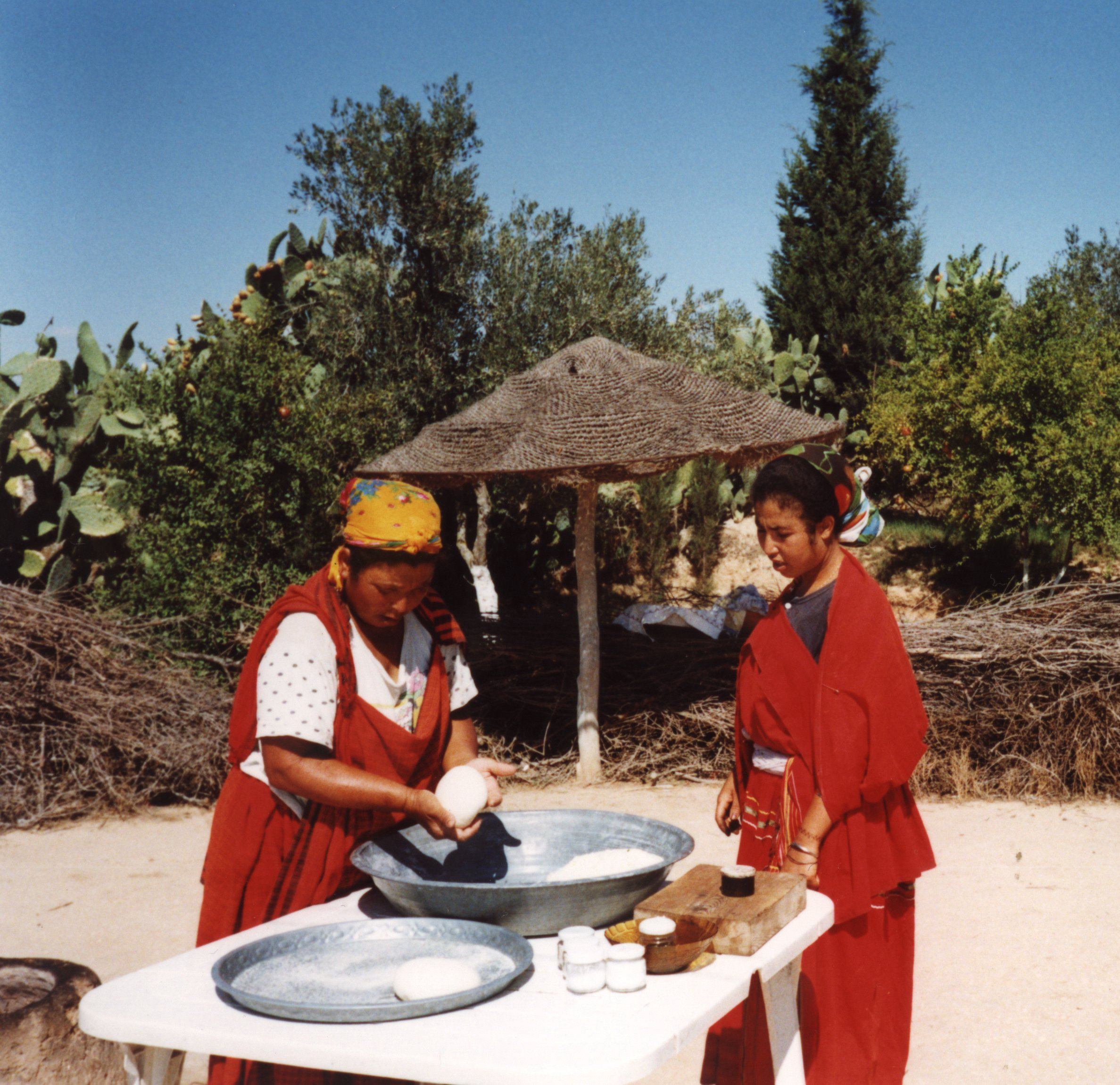
پخت نان سنتی در تونس

بر طبق برآورد سال ۲۰۲۰ تونس ۱۱٫۸ میلیون نفر نفر جمعیت دارد و در هر کیلومتر مربع ۷۲ نفر زندگی می‌کنند.
اکثریت مردم تونس (۹۹٪) عرب‌زبان هستند. بررسی‌های ریخت‌شناسی (ژنتیکی) نشان می‌دهد که این مردم از دیدگاه نژادی همگن نیستند و آمیزه‌ای از نژادهای گوناگون‌اند که در طول تاریخ پر فراز و نشیب این کشور از آسیا و اروپا به شمال آفریقا کوچ کرده‌اند. مردمان سواحل شمالی تونس به‌سبب مهاجرپذیر بودن این منطقه، آمیزه‌ای از قوم بربر (آمازیغ)ها، فینیقی‌ها، کارتاژی‌ها، رومیان، وندال‌ها، آلان‌ها و عرب‌ها هستند. این درحالیست که مردمان بخش‌های درونی و جنوبی تونس بیشتر تبار بربر (آمازیغی) دارند. در تونس، اقلیتی از بربر زبان‌ها نیز زندگی می‌کنند. بربرزبان‌ها بیشتر در جنوب جزیرهٔ جربه و مناطق مطماطه، الدویرات و شننی سکونت دارند.

## زبان
زبان رسمی تونس، عربی استاندارد است اما تونسی‌ها با گویش ویژه‌ای از زبان عربی سخن می‌گویند که به گویش کاربردی در زبان مالتی نزدیک است. زبان فرانسوی نیز کاربرد دارد. طبق آخرین برآوردی که توسط دولت تونس در سال ۲۰۰۷ میلادی صورت گرفت و به سازمان فرانسه‌زبانی ارائه شد، ۶۳٫۶٪ از مردم این کشور می‌توانند به فرانسوی صحبت کنند.

## دین
دین ۹۸٪ مردم تونس اسلام سنی است و بقیه مسیحی یا یهودی هستند.
یهودیت سومین دین بزرگ است که بین ۱۰۰۰ تا ۱۴۰۰ عضو دارد. یک سوم جمعیت یهودیان در پایتخت و اطراف آن زندگی می‌کنند و بقیه در جزیره جربا با ۳۹ کنیسه زندگی می‌کنند که قدمت جامعه یهودی در سفکس و همام-لیف به ۲۶۰۰ سال قبل می‌رسد. جربا، جزیره‌ای در خلیج گابس، خانه کنیسه الغریبا است که یکی از قدیمی‌ترین کنیسه‌های جهان و قدیمی‌ترین کنیسه است که دائماً مورد استفاده قرار می‌گیرد. بسیاری از یهودیان آن را یک مکان زیارتی می‌دانند و به دلیل قدمت آن و این افسانه که کنیسه با استفاده از سنگ‌های معبد سلیمان ساخته شده، سالی یک بار جشن‌هایی در آنجا برگزار می‌شود. اگرچه خشونت ضد یهود گزارش شده است، گفته می‌شود که تونس و مراکش کشورهای عربی هستند که بیشترین پذیرش جمعیت یهودی خود را دارند.

## فرهنگ
با توجه به موقعیت استراتژیک تونس در شمال آفریقا و در ساحل دریای مدیترانه، این کشور در طول تاریخ سه هزار سالهٔ خویش در معرض رفت و آمد تمدن‌ها و فرهنگ‌های مختلف قرار گرفته که مهم‌ترین آن عبارتند از قرطاجی‌ها (با پایه‌گذاری یک زن به‌نام علیسه)، رومی‌ها، مسلمان‌ها (عرب‌ها، خراسانی‌ها و ترک‌ها) و اروپایی‌ها (پرتغالی‌ها، اسپانیایی‌ها و فرانسوی‌ها)؛ تونس در سال ۱۸۸۱ میلادی تحت‌الحمایه فرانسه شد که به گفتهٔ خود تونسی‌ها این تحت‌الحمایه بودن، بالاترین ضرر را به تونس و مردم عرب زده است؛ الهادی البکوش که سابقاً نخست‌وزیر تونس بوده در کتاب «إضاءات عَلَی الإستِعمار وَ المُقاوَمَة فی تونس و فِی المَغرِبِ الکَبیر» که مرکزالنشرالجامعیِ تونس آن را در سال ۲۰۰۷ چاپ کرده می‌گوید:
«دربارهٔ موفقیت‌های فرانسه در زمینهٔ آموزش در تونس باید گفت که در ۷۰ سال استعمار فرانسه، تعداد اشخاصی که توانستند به آموزش عالی برسند تنها ۳۲۰ نفر بودند؛ یعنی در هر سال، چهار دانشجو! حال آنکه تعداد دانشجویان پس از استقلال کشور به ۳۲۰ هزار نفر رسیده است؛ استعمار فرانسه همیشه از افزایش و گسترش آموزش در تونس می‌ترسیده و از آن جلوگیری می‌کرده و اینکه عده‌ای خلاف این مطلب را می‌گویند، یک خرافه و اسطوره است (روزنامه الصریح، الأحد ۱۶ سپتامبر، ۲۰۰۷، ص ۱۲، عدد ۱۹۱۷).

## روابط فرهنگی با ایران
به جز اعراب و بربرها، ایرانیان یکی از اقوامی بوده‌اند که نقش عمده‌ای در شکل‌گیری فرهنگ اسلامی تونس داشته‌اند و آثار فرهنگ ایرانی در بخش‌های گوناگون فرهنگ تونس نمود داشته است. در بسیاری از عنصرهای فرهنگی کشور تونس همچون معماری، موسیقی، آداب مردمی، خوردنی‌ها و نوشیدنی‌ها و زینت‌آلات می‌توان نمودی از فرهنگ ایرانی را یافت. در گویش عربی کاربردی در تونس، بیش از ۲۰۰ واژه با ریشهٔ فارسی دیده می‌شود که برخی از آن‌ها عبارتند از: گلیم، نارنج، مرزبان، میخانه، دهقان و بسیاری واژه‌های دیگر.
در آغاز دورهٔ اسلامی نفوذ فرهنگ ایرانی در تونس با حضور گروهی از سپاهیان ایرانی اهل خراسان در میان لشکر عقبة بن نافع آغاز می‌شود و در زمان ضعف حکومت صنهاجه به اوج خود می‌رسد. در این دوره، امیران ایرانی از دودمان بنو خراسان مدتی بر شهر تونس فرمان می‌رانند.
در سال پنجاه هجری قمری نخستین کاروان خراسانیان ایرانی وارد افریقیه شدند و بعدها شهر تاریخی قیروان که همان کاروان است را بنا نهادند. از آن زمان، برطبق قاموس ابن منظور قفصی تونسی، بیش از هشتصد کلمهٔ فارسی معرب در زبان عربی و لهجهٔ تونسی وارد شد که از جملهٔ آن‌ها دینار و شیرین و شیراز و دیوان و برید و مانند آن‌هاست.
برخی از فقیهان و اندیشمندان اسلامی تونس مانند امام سحنون نیشابوری، اسد بن فرات نیشابوری، عبدالله بن فروخ فارسی و خالد بن یزید فارسی ایرانی‌تبار بوده‌اند.
امروزه برخی از خیابان‌های شهر تونس با نام شاعران و فیلسوفان ایرانی چون حافظ، مولوی، خیام، ابن سینا، فارابی و رازی نامگذاری شده‌اند.
از زمان راه‌اندازی بخش فرهنگی سفارت ایران در تونس در حدود ۱۳۸۱، سالانه به‌طور متوسط دویست نفر در محل نمایندگی با زبان فارسی آشنا شده‌اند و افرادی همچون حسنی شقیر و فرید قطاط در کنار نمایندگان فرهنگی اعزامی و بعضاً همسرانشان به امر تدریس زبان فارسی مشغول بوده‌اند.
هم‌اینک در تونس فارسی، در سه مقطع کارشناسی و کارشناسی ارشد و دکتری، به‌عنوان زبان اختیاری تدریس می‌شود. در حال حاضر در دانشگاه‌های تونس و سوسه و دارالمعلمین در سه مقطع زبان فارسی توسط فرید قطاط و در دو مقطع کارشناسی و کارشناسی ارشد در دانشگاه زیتونه توسط منصف الحامدی، در مقاطع کارشناسی و کارشناسی ارشد و دکتری در دانشگاه‌های نهم آوریل و منوبه، توسط سام خانیانی، استاد اعزامی از سوی وزارت آموزش عالی ایران، تدریس می‌شود.
زبان فارسی علاوه بر اماکن فوق در محل رایزنی فرهنگی جمهوری اسلامی ایران، از گذشته‌های دور در سه مرحلهٔ ابتدایی و متوسطه و ترجمه در کشور تونس تدریس می‌شود.

## آموزش
دانش‌آموزان تونسی از آموزش رایگان برخوردارند و تحصیل در دورهٔ دبستان اجباری است. زبان عربی به عنوان زبان نخست و زبان فرانسوی به عنوان زبان دوم در مدارس آموزش داده می‌شود. از سال ۲۰۰۲ فراگیری زبان انگلیسی در کنار زبان فرانسه برای دانش‌آموزان سال پنجم دبستان و بالاتر الزامی است.
نخستین مرکز آموزش عالی کشور تونس، دانشگاه تونس می‌باشد که در سال ۱۹۶۰ میلادی بنیان نهاده شد. از دیگر دانشگاه‌های مهم تونس می‌توان به دانشگاه الوسط (به عربی: جامعة الوسط) در شهر منستیر و دانشگاه جنوب (به عربی: جامعة الجنوب) در شهر صفاقس اشاره کرد. برابر آمار رسمی سازمان آمار تونس در سال ۱۹۹۹ میزان باسوادی در این کشور ۷۳٪ بوده است.

## رسانه‌ها
خبرگزاری تونس که سال ۱۹۶۱ در شهر تونس افتتاح شد، دارای نمایندگی‌هایی در داخل و خارج کشور می‌باشد. رادیو دولتی تونس در شهرهای تونس، صفاقس، منستیر و قفصه دارای ایستگاه پخش است و برنامه‌هایی به زبان‌های عربی، فرانسوی و ایتالیایی پخش می‌کند. تلویزیون تونس نیز در سال ۱۹۹۶ بنیان نهاده شد و دارای دو شبکه به زبان عربی است. برخی از روزنامه‌های مهم تونس عبارتند از: الصحافه، الصباح، الحریه، الشروق و انباء تونس به زبان‌های انگلیسی و فرانسوی، و الانوار به زبان فرانسوی.
تا پیش از انقلاب مردمی تونس که روز ۱۴ ژانویه ۲۰۱۱ به سرنگونی دیکتاتوری زین‌العابدین بن علی انجامید، بساط ممیزی و سانسور در این کشور رواج داشت. هر کتابی باید پیش از چاپ از «وزارت کشور» مجوز انتشار دریافت می‌کرد. چاپ و نشر هر متن بدون مجوز مجازات زندان به‌دنبال داشت.
پس از پیروزی انقلاب یکی از نخستین فرمان‌های دولت موقت درمورد آزادی چاپ و نشر صادر شد. دولت موقت تونس اعلام کرد که چاپ و نشر مجله و کتاب به مجوز دولتی نیاز ندارد. بیانیه تصریح کرده بود: «نویسندگان مختار هستند که برای حفظ حقوق خود، اثر خود را در اداره مخصوص به این امر در وزارت فرهنگ به ثبت برسانند.»